# Frank Meier
Frank Meier (* 1. Oktober 1959 in Flensburg) ist ein deutscher Historiker.

## Leben und Wirken
Frank Meier legte sein Abitur an der Auguste-Viktoria-Schule in Flensburg ab und studierte ab 1981 Geschichtswissenschaften und Biologie an der Universität Konstanz. 1987 legte er das Erste Staatsexamen ab, 1989 promovierte er in mittelalterlicher Geschichte bei Helmut Maurer, und 1990 folgte das Zweite Staatsexamen für Geschichte und Biologie. Nach Stationen an der Edith-Stein-Schule in Ravensburg, der Friederike-Rösler-Schule in Balingen und der Pädagogischen Hochschule Weingarten wurde er 2006 an die Pädagogische Hochschule Karlsruhe auf eine Professur für mittelalterliche Geschichte und Didaktik  berufen. Als Forscher beschäftigt er sich vor allem mit mittelalterlicher Geschichte, aber auch mit Alltagsgeschichte, Geschichte der Randgruppen, Geschichte der Kindheit und Familie sowie Geschichte des Spiels, außerdem mit Geschichtsdidaktik und Kartografiedidaktik.
Frank Meier ist Autor von Fachbüchern, Sachbüchern, fachwissenschaftlichen und fachdidaktischen Aufsätzen, Rezensionen und Internetveröffentlichungen.

## Schriften

### Fachbücher
- Konstanzer Stadterweiterungen im Mittelalter. Grundstückbezogene Untersuchungen zur Erschließungsgeschichte und Sozialtopographie einzelner Quartiere. Hartung-Gorre, Konstanz 1990, ISBN 3-89191-362-1.
- Hans von Waltheym auf Pilgerfahrt und Bildungsreise. Mobilität als Zugang zur mittelalterlichen Geschichte. Kovač, Hamburg 2003, ISBN 3-8300-0545-8.
- (Hrsg. zusammen mit Siegfried Frech) Unterrichtsthema Staat und Gewalt. Kategoriale Zugänge und historische Beispiele. Wochenschau-Verlag, Schwalbach am Taunus 2012, ISBN 978-3-89974-820-8.
- Nikolaus Andresen (1884–1915) und seine Zeit. Eine historische Biographie. Auf der Basis eines Typoskripts von Theodor Andresen (1894–1949), Books on Demand, Norderstedt 2018, ISBN 978-3-7448-3659-3.
- Gewalt und Gefangenschaft im Mittelalter, W. Kohlhammer, Stuttgart 2021, ISBN 978-3-17-041710-6.
- (Hrsg. zusammen mit Gerhard Fritz) Unvollendetes Friedenswerk oder politisch-diplomatisches Fiasko? Die Friedensverträge nach dem Ersten Weltkrieg in internationaler Sicht. W. Kohlhammer, Stuttgart 2025, ISBN 978-3-17-042524-8.

### Sachbücher
- Gaukler, Dirnen, Rattenfänger. Außenseiter im Mittelalter. Thorbecke, Ostfildern 2005, ISBN 3-7995-0157-6; Weltbild, Augsburg 2009, ISBN 978-3-8289-0893-2.
- Mit Kind und Kegel. Kindheit und Familie im Wandel der Geschichte. Thorbecke, Ostfildern 2006, ISBN 3-7995-0161-4.
- Von allerley Spil und Kurzweyl. Spiel und Spielzeug in der Geschichte. Thorbecke, Ostfildern 2006, ISBN 978-3-7995-0170-5.
- Gefürchtet und bestaunt. Vom Umgang mit dem Fremden im Mittelalter. Thorbecke, Ostfildern 2007, ISBN 978-3-7995-0136-1.
- Mensch und Tier im Mittelalter. Thorbecke, Ostfildern 2008, ISBN 978-3-7995-0803-2.
- Religiöser Fanatismus. Menschen zwischen Glaube und Besessenheit. Thorbecke, Ostfildern 2008, ISBN 978-3-7995-0813-1.
- (Hrsg. zusammen mit Ralf Schneider) Erinnerungsorte – Erinnerungsbrüche. Mittelalterliche Orte, die Geschichte mach(t)en. Thorbecke, Ostfildern 2013, ISBN 978-3-7995-0230-6.